# Перше Мая (Зубово-Полянський район)
Перше Ма́я (рос. Первое Мая, ерз. Первое Мая) — селище у складі Зубово-Полянського району Мордовії, Росія. Входить до складу Тархансько-Потьминського сільського поселення.
Населення — 11 осіб (2010; 15 у 2002).
Національний склад станом на 2002 рік:
- мордва — 93 %